# The Shaggs
The Shaggs foi uma banda americana de rock, formada na cidade de Fremont, Nova Hampshire em 1965. A banda era composta pelas irmãs Dorothy "Dot" Wiggin (vocais/guitarra), Betty Wiggin (backing vocal/guitarra rítmica), Helen Wiggin (bateria) e mais tarde Rachel Wiggin (baixo).
A banda teve a formação inicial com Dot, Betty e Helen em função da insistência do pai das três, Austin Wiggin, que acreditava na previsão da mãe dele, de que a banda atingiria o estrelato. O único álbum lançado por The Shaggs, Philosophy of the World, foi lançado em 1969. O álbum não conseguiu ganhar muita atenção, mas a banda continuou a existir localmente com apresentações. A banda se desfez em 1975, após a morte de Austin.
The Shaggs é uma banda atualmente conhecida pela perceptível inaptidão em tocar o rock convencional; a banda foi descrita em um artigo da revista Rolling Stone como "...soando de forma semelhante aos cantores da Família Trapp após passarem por uma lobotomia" . A partir do momento no qual o elepê original obteve reconhecimento entre os colecionadores, a banda foi elogiada por seu estilo de composição cru, natural, intuitivo e pela honestidade lírica. Philosophy of the World foi louvado como trabalho de art brut, sendo mais tarde relançado, seguido por uma coletânea, Shaggs' Own Thing, em 1982. The Shaggs agora são vistas como um inovador grupo de música não convencional, que recebeu elogios de artistas famosos, tais como Kurt Cobain e Frank Zappa. Zappa disse, em entrevista à Playboy em 1970, que a banda The Shaggs era melhor que The Beatles.

## História

### Carreira
O inicio conceitual da banda The Shaggs veio com a mãe de Austin Wiggin, Jr. Durante a juventude de Austin ela previu durante uma leitura de mão que ele se casaria com uma loira com cabelo levemente avermelhado, que ela teria três filhas após sua mãe morrer e que suas filhas formariam um grupo musical popular. As duas primeiras previsões mostraram-se verdadeiras; sendo assim, Austin tratou de fazer a terceira previsão também uma verdade. Austin tirou suas filhas da escola, comprou-lhes instrumentos musicais e fez com que elas tivessem aulas de música e de canto. As irmãs Wiggin nunca planejaram por elas próprias tornarem-se um grupo musical, mas como Dot disse mais tarde, "[Austin] era algo como um disciplinador. Ele era teimoso e podia ser temperamental. Ele dirigia e determinava. Nós obedecíamos. Ou fazíamos o nosso melhor". Austin deu o nome "The Shaggs" em função do estilo de cabelos na época (com franjas) e como referência à raça canina. Em 1968, Austin conseguiu para as meninas uma participação regular aos sábados à noite num lugar na cidade deles.
Num texto sobre o álbum, Cub Koda escreveu: "Há uma inocência nestas canções e suas performances que ao mesmo tempo são encantadoras e inquietantes. (...), canções que parecem ter pouca ou nenhuma métrica nelas ... sendo tocadas fora de tom (...) criando dissonância e beleza, caos e tranquilidade, causando em qualquer ouvinte a sensação de que esta música rearranja qualquer noção preexistente sobre relações sobre o talento, a originalidade e a habilidade. Não há álbum no qual você encontre algo que soe 'remotamente' como este" (ênfase no original) . Consta que, durante as sessões de gravação, a banda ocasionalmente parava de tocar, alegando que uma delas tinha cometido um erro e que elas precisavam começar de novo, deixando os engenheiros de som curiosos para saber como as meninas poderiam dizer quando algum erro tinha sido cometido.
Após um exame mais detalhado, The Shaggs pareciam ter uma consistente (mas altamente idiossincrático) aproximação com a melodia, a harmonia e o ritmo. As canções possuem estruturas de versos grandemente irregulares, enfatizadas pelas estruturas melódicas, que têm tipicamente uma nota por sílaba: o acompanhamento da guitarra tenta reproduzir esse padrão.
A essa altura, o produtor que tinha prometido fazer 1000 cópias de Philosophy of the World teria fugido com 900 deles. O restante foi distribuído para estações de rádio da Nova Inglaterra, mas atraiu pouca atenção, e os sonhos de estrelato das meninas foram frustrados.
Em 1975, Austin Wiggin conseguiu uma segunda sessão de gravação para suas filhas, durante a qual The Shaggs gravou várias canções. Entretanto, as sessões foram interrompidas quando Austin teve um ataque cardíaco fatal, The Shaggs pararam o projeto de gravação e a banda se desfez em seguida.

### Redescoberta
Em 1980, Terry Adams e Tom Ardolino, da banda NRBQ, que tinham uma cópia original do LP e eram fãs da música de The Shaggs, convenceram seu selo, Rounder Records, a relançar Philosophy of the World. Adams e Ardolino lançaram algumas gravações inéditas das sessões de 1975 no LP de 1982 Shaggs' Own Thing, mas sua maior aproximação com a música convencional fez com que o álbum fosse desconsiderado por alguns. Em 1988 Dorothy Wiggin redescobriu os masters perdidos de Philosophy of the World em um closet; estas e as faixas de Shaggs' Own Thing foram remasterizadas e lançadas pela Rounder como um CD, que teve outra capa e um outro ordenamento das faixas. RCA Victor lançou Philosophy of the World (com a capa e a ordem de faixas original) em CD em 1999.
Em 20 e 21 de novembro de 1999, NRBQ celebrou o 30º aniversário da banda com dois concertos na cidade de Nova Iorque; a abertura foi feita por The Shaggs. Helen, que sofria de depressão há anos, recusou-se a participar, de modo que Ardolino, baterista da NRBQ, teve o desafio de tocar as partes de Helen.  Dot, Betty e Ardolino tocaram a mesma sequência de quatro canções nas duas noites. Estas apresentações foram as únicas realizadas ao vivo fora de Fremont.
Helen Wiggin faleceu em 2006. A viúva de Austin Wiggin, Jr., Annie Wiggin, faleceu em 2005.

## Integrantes
- Dorothy "Dot" Wiggin — vocais, guitarra (1968-1975, 1999)
- Betty Wiggin — guitarra, vocais (1968-1975, 1999)
- Helen Wiggin (falecida) — bateria (1968-1975)
- Rachel Wiggin — baixo (1969-1975)
- Tom Ardolino — bateria (1999)

## Discografia

### Álbum de Estúdio
- Philosophy of the World (1969)

### Coletâneas
- Shaggs' Own Thing (1982)
- The Shaggs (1990 - inclui todas as gravações de estúdio)
- Rev-ola (2004 - relançamento importado de The Shaggs com as mesmas faixas)

### Tributos
- Better Than The Beatles - A Tribute to the Shaggs (2001)